# Jørgen Nielsen (bassist)
 Der er flere personer med dette navn, se Jørgen Nielsen.
Jørgen Nielsen (født 29. marts 1951 i Gram) er en dansk bassist og fotojournalist. Cand.mag fra Aarhus Universitet 1980.
Han begyndte at spille basguitar i 1969 og debuterede med bandet Mainroad 1970 i Skovdalen, Aalborg. Han flyttede til Århus i 1972 og dannede sammen med Kim Nedergaard Kims Bacon, et jazz-, blues- og rockband, som i 2006 stadig er aktivt, med 3 cd-udgivelser bag sig. Han har været aktiv på den eksperimenterende scene med fusionsgruppen Natdamperen, senere bluesmusik med Ole Frimer i 20 år i Jensen Band, Blues Pickin og Frimer Band. og fra 2000-2010 med HP Lange. Siden 1988 medlem af Bourbon Street Jazzband og fra 2004 River Band som kontrabassist. Fra 2000 har han været aktiv som journalist ved diverse musikmagasiner, freelance og som tilknyttet Århus Int. Jazzfestival. P.T. cd-aktuel med LP´s Bluesband og River Band, og freelance-musiker i talrige sammenhænge.I 2008 udgav han på forlaget Århus Byhistoriske Fond bogen "Rock i Århus – brudstykker af en musikhistorie". Han var initiativtager, redaktør og hovedskribent på projektet, som dækker den århusianske rockhistorie fra 1956 til i dag. Efter udgivelsen har han været aktiv som foredragsholder for bl.a. Aarhus Universitet, Dansk Musikerforbund, Danmarks Rockmuseum og Bymuseet i Århus.Radiovært sammen med Jens Folmer Jepsen på Radio 4 i 2022 i serien “Da Rocken kom til Aarhus.
Aktiv som fotograf og fotojournalist, bl. a som udsendt til Nepal januar 2010 for DAO Aviation og Filippinerne 2017 for DIB. Fotograf bag udstillingen Slum Blues sammen med DIB.
Som musiker senest aktiv med Loveless Blue Jazz Quintet (Fra 2020 til d.d.)